# Rajkovič
Rajkovič je priimek več znanih oseb:
- Vladislav Rajkovič (*1946), visokošolski učitelj in zaslužni profesor